# Gare de Saint-Cyr-en-Val - La Source
Pour les articles homonymes, voir Gare de Saint-Cyr (homonymie).
La gare de Saint-Cyr-en-Val - La Source est une gare ferroviaire française de la ligne des Aubrais - Orléans à Montauban-Ville-Bourbon, située sur le territoire de la commune française de Saint-Cyr-en-Val, dans le département du Loiret, en région Centre-Val de Loire. Elle se trouve à proximité du quartier d'Orléans-la-Source.
C'est une gare de la Société nationale des chemins de fer français (SNCF), desservie par les trains régionaux du réseau TER Centre-Val de Loire.

## Situation ferroviaire
Établie à 110 m d'altitude, la gare de Saint-Cyr-en-Val - La Source est située au point kilométrique (PK) 133,133 de la ligne des Aubrais - Orléans à Montauban-Ville-Bourbon entre les gares des Aubrais et de La Ferté-Saint-Aubin.

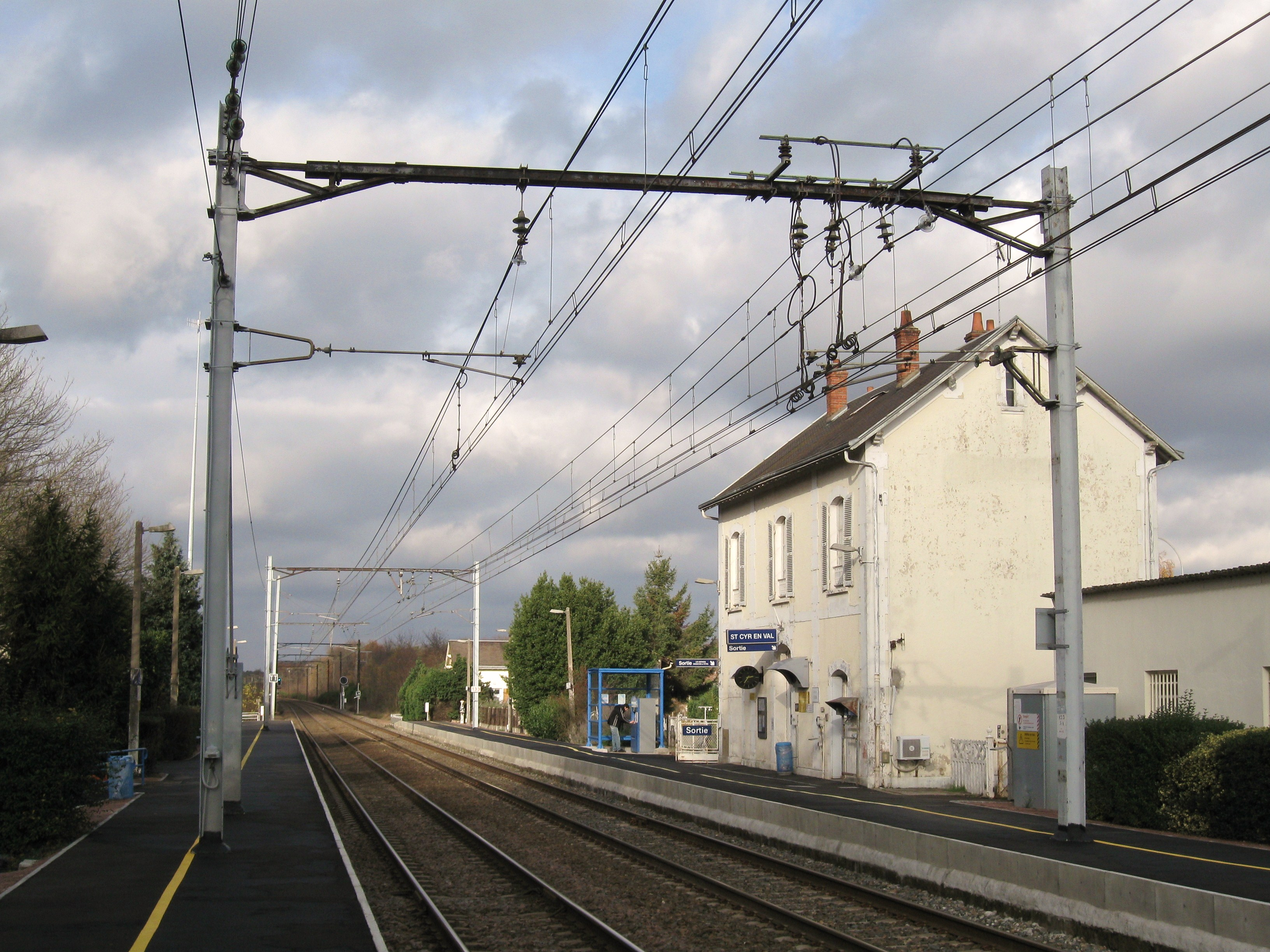
Vue de la gare, en direction des Aubrais.

## Histoire
La gare est ouverte le 20 juillet 1847.
En mai 2013, les équipes de la SNCF et de RFF rénovent le réseau de la gare en remplaçant cinq aiguillages.

## Service des voyageurs

### Accueil
Gare SNCF, elle dispose d'un bâtiment voyageurs avec guichet et de distributeurs automatiques de titres de transport régionaux.
Elle est équipée de deux quais latéraux qui possèdent un abri voyageurs. Le changement de quai se fait par la route passant sous les voies à proximité.

### Dessertes
En 2012, la gare est desservie par la relation commerciale Orléans - Vierzon - Châteauroux (TER Centre-Val de Loire) et par la relation commerciale Orléans - Nevers (TER Centre-Val de Loire). La desserte est assurée en grande partie par des automotrices Z 7300 et Z 21500 et parfois par l'automoteur B 81500.
Elle est l'une des quatre gares d'Orléans Métropole intégrées au TER-Bus, qui permet d'utiliser les TER entre ces quatre gares avec un titre de transport urbain.

### Intermodalité
La gare est desservie les transports de l'agglomération orléanaise (TAO) et le Réseau de mobilité interurbaine (Rémi). Un parking pour les véhicules et les vélos y est aménagé.
- TAO : Lignes 61 et RésaSud.
- Rémi : Ligne 5

## Service des marchandises
Cette gare est ouverte au service du fret.

## Galerie de photos

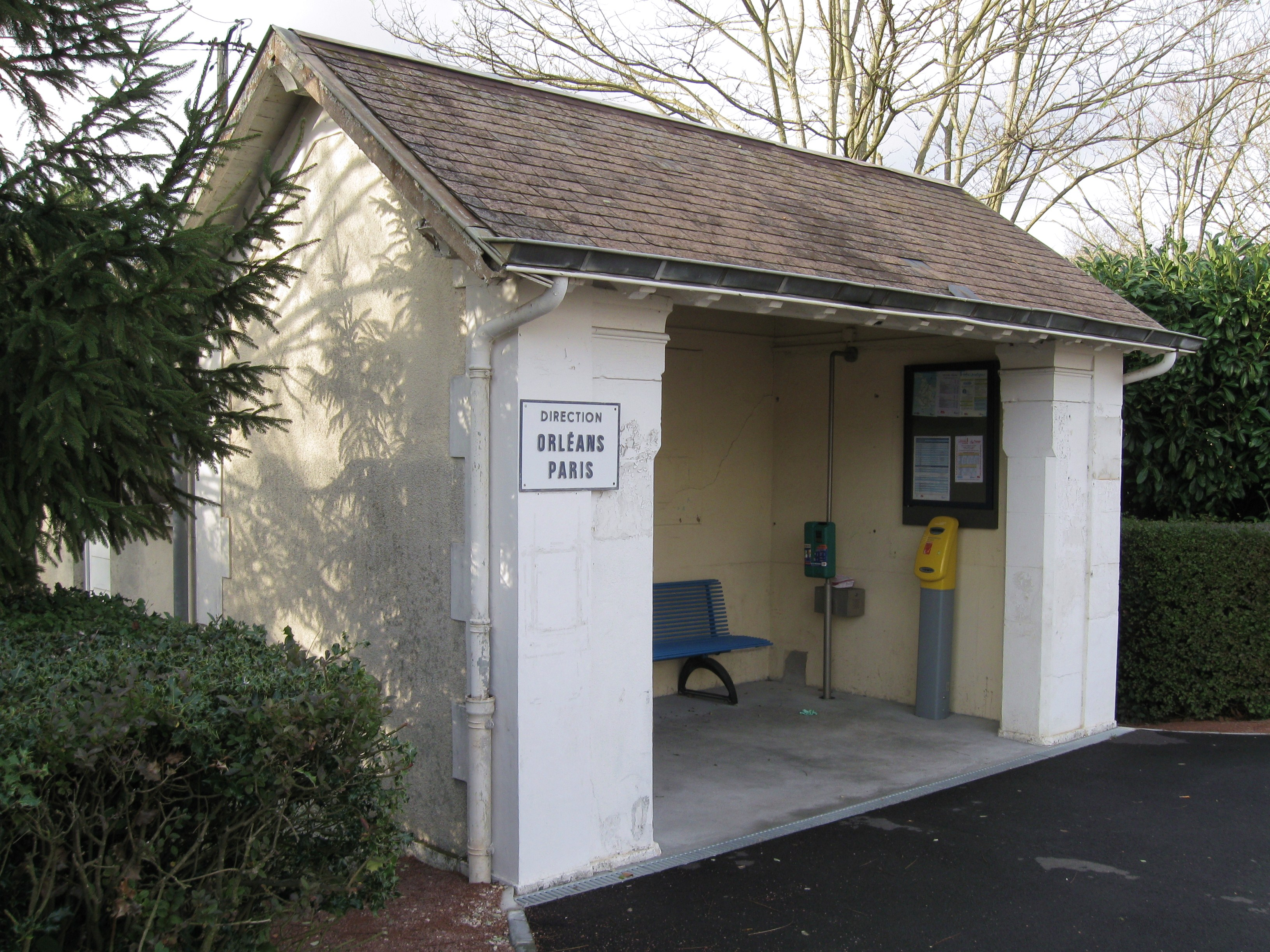
L’abri pour voyageurs.
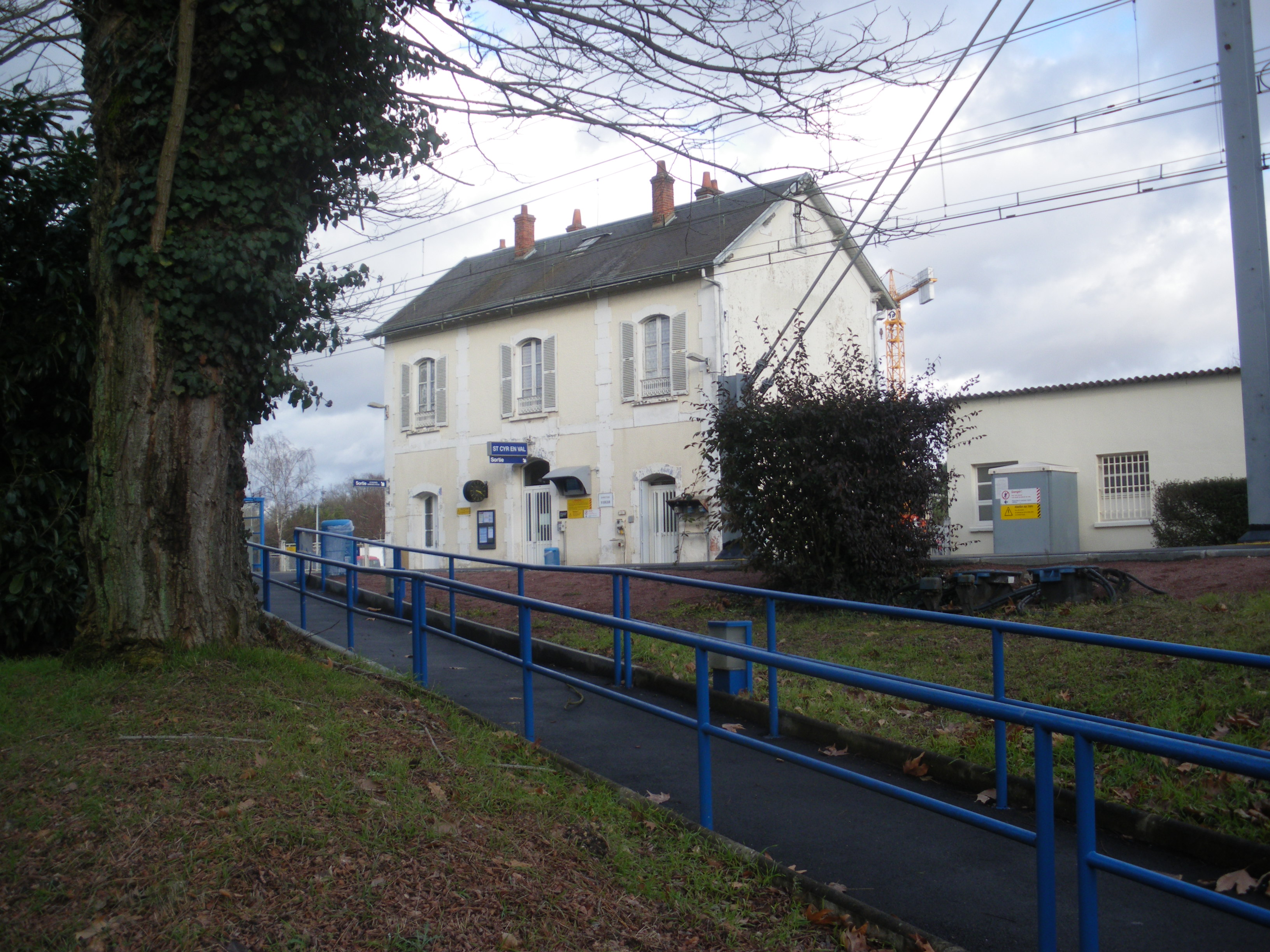
La rampe d’accès de la rue des Cormes.
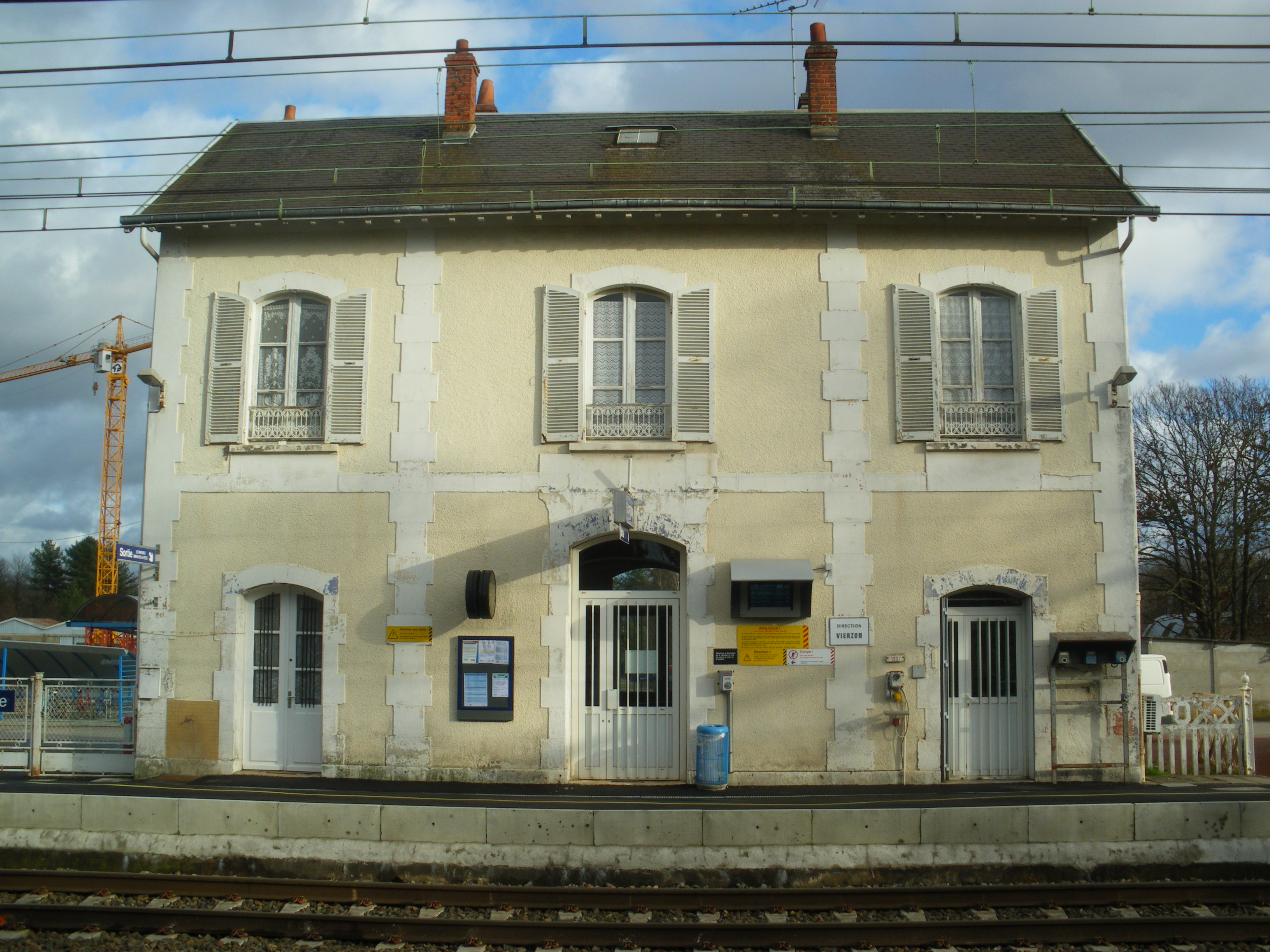
Vue côté voies, du bâtiment voyageurs.